# Thalatha accreta
Thalatha accreta là một loài bướm đêm trong họ Noctuidae.